# Грузовая станция

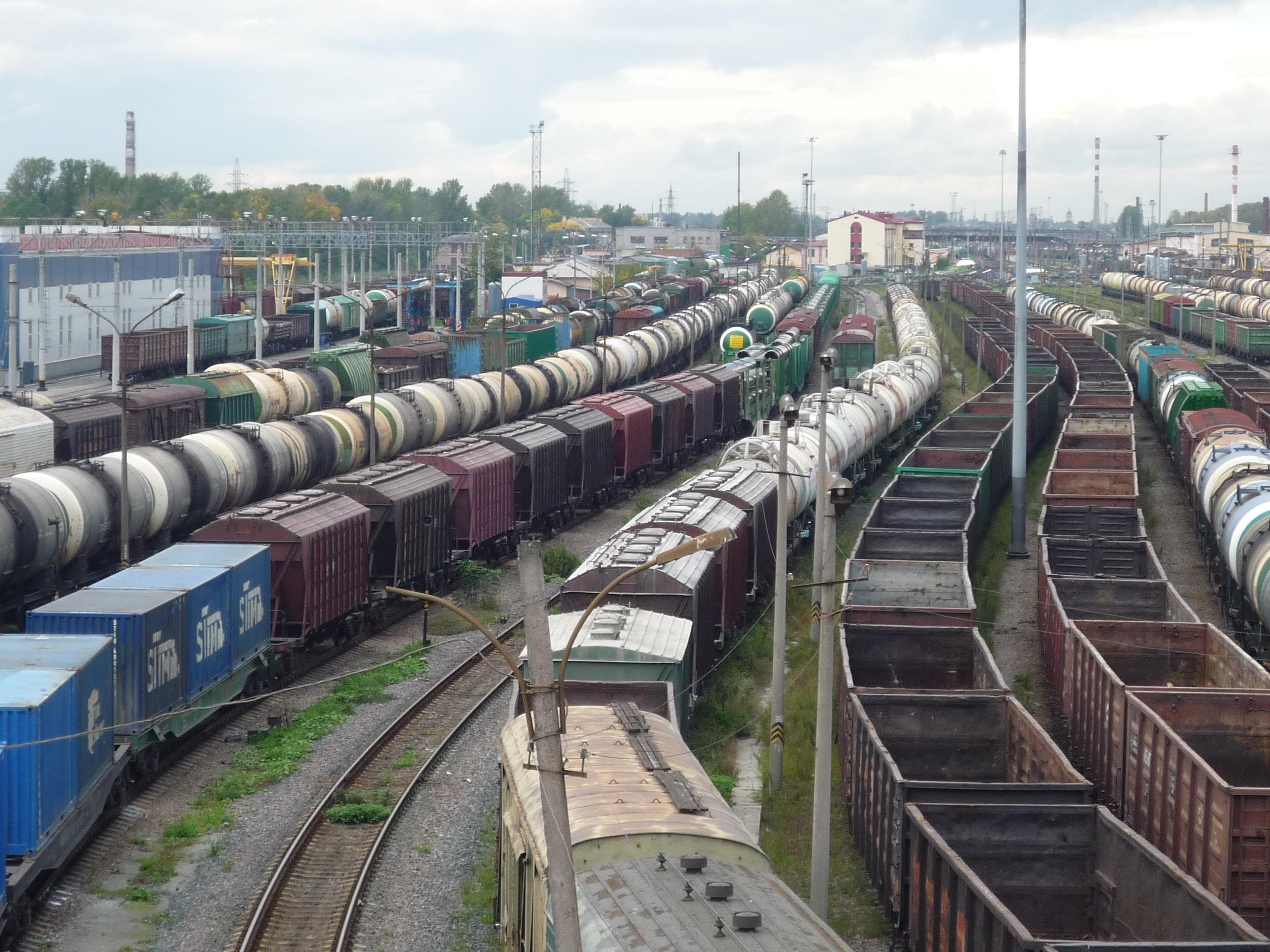
Санкт-Петербург-Сортировочный-Московский

Грузовая железнодорожная станция — раздельный пункт сети железных дорог, выполняющий грузовые и коммерческие операции с грузами и грузовыми вагонами, связанные с приёмом к перевозке, взвешиванием, хранением, погрузкой, выгрузкой, сортировкой и выдачей грузов, переработкой контейнеров, оформлением перевозочных документов, формированием передаточных грузовых поездов и отправительских маршрутов, производством маневровой работы по подаче вагонов на грузовые фронты и их уборке, а также с другими техническими операциями.
При осуществлении перевозок, в зависимости от характера и требований к технологии выполнения грузовых операций, грузовые железнодорожные станции специализируются на:
- погрузочные — при массовой погрузке;
- выгрузочные — при массовой выгрузке;
- перегрузочные — при перегрузке с одного вида транспорта на другой.

В зависимости от вида груза в составе погрузочных станций выделяются наливные железнодорожные станции, осуществляющие налив груза в цистерны. Железнодорожные станции, осуществляющие непосредственное обслуживание морского или речного порта именуются припортовыми, станции, осуществляющие перегрузку из вагонов узкой колеи в вагоны широкой колеи называются перевалочными. 
Грузовые железнодорожные станции, имеющие особые требования к технологии выполнения грузовых операций, имеют двойное название, например — грузовая-припортовая.